# Marknadsföringsinformation
Marknadsföringsinformation är insamlad information som används för att skapa värde för konsumenter och skapa hållbara relationer. För att företaget ska kunna utvecklas och nå sina mål behöver företaget information om sina kunder, marknaden och konkurrenter. 
Företag stöter ofta på utmaningar och hamnar i situationer som kan identifieras som problem. För att hantera och lösa problem krävs marknadsföringsinformation som företaget kan få tillgång till genom att använda sig av Marketing Information System (MIS), vilken består av intern information, omvärldsbevakning och marknadsundersökningar. Med hjälp av Marketing Information System (MIS) kan företaget ta reda på hur de ska arbeta utifrån dess målgrupp, hur beslut i företaget ska fattas liksom hur företagets konkurrenter arbetar.

## Interna Databaser
Information om de aktiviteter som sker i ett företag och kring dess intressenter sparas systematiskt i företagets interna databaser. Informationen används för att identifiera ett företags möjligheter och problem. Informationen hämtas från olika delar av organisationen. Från kundserviceavdelningen hämtas information och statistik om kundens uppfattning angående organisationens service. Redovisningen används när organisationen behöver detaljerad information om försäljning, kostnader och kassaflöde. I verksamhetsrapporten finns information om produktionsschema, frakter och varulager. Den interna informationen bearbetas, analyseras och avgränsas till det aktuella problemet. Efter processen kan organisationen lättare se möjligheter och lösningar för det definierade problemet, planera ett marknadsföringsprogram samt värdera organisationens utförande på marknaden. Den interna informationen ger en förståelse om kundernas demografi, försäljningstransaktioner och webb-besök. På så sätt ger intern information rätt använd organisationen en stark konkurrenskraftig fördel. Eftersom organisationen äger den interna informationen är denna information kostnadseffektiv och lättillgänglig. Intern information är insamlad för ett annat syfte än det definierade problemet som resulterar i att marknadsbeslut som endast fattas ifrån denna information blir ofullständiga.

## Omvärldsbevakning
Omvärldsbevakning innebär att ett företag systematisk samlar in och analyserar tillgänglig offentlig information om kunder, konkurrenter och utvecklingen på marknaden. Syftet med omvärldsbevakning är att förbättra företagets beslutstaganden genom att förstå konsumentmiljön, bevaka konkurrenternas handlingar och samtidigt följa med i utvecklingen på marknaden. Detta krävs för att tidigt upptäcka vilka möjligheter och hot som kan förekomma. Det kan vara metoder som kan uppmärksamma kunders beteende inom affärsmiljön, kontakta konkurrenters medarbetare, jämföra företagets egna produkter med konkurrenternas, använda sig av sociala medier för att vara med i utvecklingen och det förekommer även att företag går igenom konkurrenternas soptunnor. Genom åren har omvärldsbevakning utvecklats hastigt och numera förekommer det att företag använder sig av mer aggressiva och oetiska metoder för att bli så konkurrenskraftiga som möjligt. Vissa av dessa metoder är självklart oproblematiska men andra kan vara etiskt olämpliga och även olagliga.

## Marknadsundersökningar
Syftet med marknadsundersökningar är att frambringa fundament till ett mer konkreta marknadsföringsbeslut och kan även ge ett underlag för en specifik vara eller en produkts värde samtidigt som insikter för konsumenters behov och önskemål ökar . Information från marknadsundersökningar kan vara vägledande för företaget i insikten till vilken marknadsandel som de kan nå. Vid marknadsundersökningar samlas data för ett avgränsat beslutsområde in från undersökningar på ett systematiskt vis för att sedan analyseras och redovisas . Vanliga insamlingsmetoder av information vid marknadsundersökningar är exempelvis observation, experiment, kontaktmetoder, etnografiska metoder och enkätundersökningar. 
Marknadsföringsprocessen består av fyra steg:
1. Definiering av problemet och målet med undersökningen.
2. Utveckla en plan för insamling av data.
3. Genomföra undersökningsplanen, samla in och analysera data.
4. Tolka resultaten av undersökningen.[7]

## Customer Relationship Management - CRM
Informationen som är insamlad från interna databaser, omvärldsbevakning eller marknadsundersökningar måste ofta analyseras innan den kan komma till användning. Den data som är insamlad ska bidra till förbättrade kundrelationer och ett bra CRM-system är ett verktyg som kan bidra till avgörande fördelar för att hantera denna data på ett effektivt sätt . CRM-system, Customer Relationship Management system, består av mjukvaror och analysverktyg som sammanställer den insamlade data och analyserar denna i syfte att bygga kundrelationer . CRM kan exempelvis tillämpas för att kartlägga lönsamma kunder, nå dem på ett effektivt vis eller anpassa erbjudanden på ett vis som passar varje kunds profil och behov.